# Antoni Chomicz
Antoni Chomicz, ps. Stabrawa (ur. 9 czerwca 1905 w Bostonie, zm. 22 sierpnia 1944) – uczestnik wojny obronnej, żołnierz Armii Krajowej.

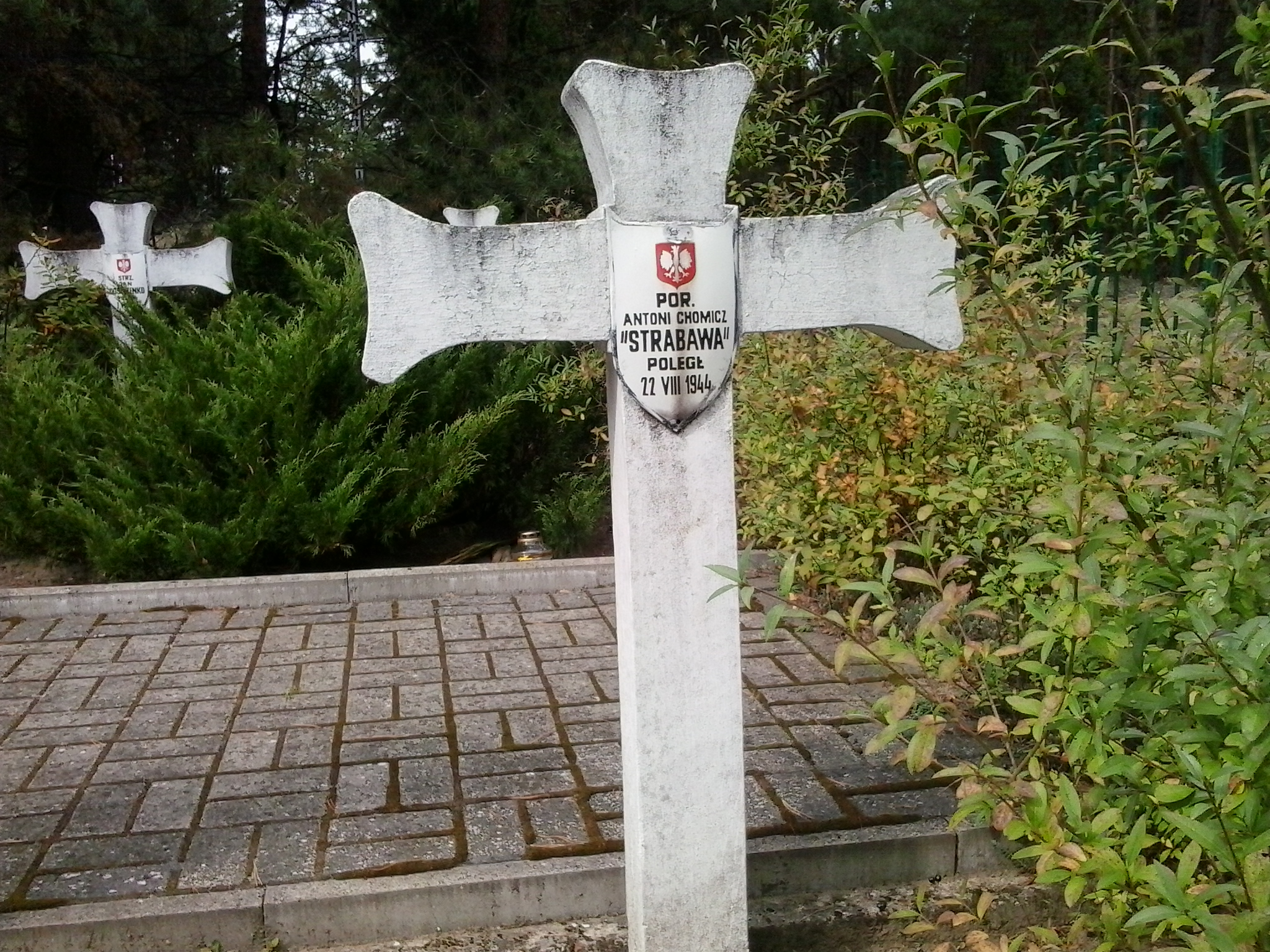
Pomnik Antoniego Chomicza

## Dzieciństwo i młodość
Antoni Chomicz urodził się w Bostonie (USA) w rodzinie polskich emigrantów: Franciszka Chomicza i Teofili Korwek. W 1910 przyjechał z rodzicami do Polski. Zamieszkał we wsi Niemcowizna w okolicy Suwałk na Pojezierzu Suwalskim.
Szkołę podstawową ukończył w zaborze rosyjskim. W latach 1918–1921 kontynuował naukę w polskim gimnazjum w Suwałkach. W 1923 przeprowadził się z rodzicami na Pomorze do wsi Zakurzewo i rozpoczął naukę w Państwowej Szkole Budowy Maszyn w Grudziądzu. W 1927 uzyskał tytuł technika mechanika.
Po ukończeniu szkoły średniej został powołany do wojska. W trakcie odbywania zasadniczej służby wojskowej skończył kurs łączności w ramach Obozu Szkolnego Wojsk Łączności w Zegrzu i został awansowany do stopnia kaprala, oraz otrzymał tytuł podchorążego. W jednostce wojskowej odbył praktykę dowódczą. Na stopień podporucznika został mianowany ze starszeństwem z 1 stycznia 1932 w korpusie oficerów rezerwy łączności. W 1934 posiadał przydział w rezerwie do Pułku Radiotelegraficznego w Warszawie.
Po odbyciu służby wojskowej kontynuował naukę w Państwowej Szkole Mierniczych Przysięgłych w Poznaniu. Z tytułem mierniczego przysięgłego podjął pracę jako mierniczy powiatowy w Międzychodzie w województwie poznańskim.

## Udział w kampanii wrześniowej
Latem 1939 został zmobilizowany do wojska. Otrzymał przydział do Kompanii Telefonicznej 14 Dywizji Piechoty Armii „Poznań”.
W początkowych dniach wojny przedzierał się z Armią „Poznań” w kierunku Warszawy. 9 września 1939 uczestniczył w bitwie nad Bzurą. Między 18 a 22 września 1939, w okolicy Wyszogrodu, dostał się do niewoli niemieckiej. Zbiegł z transportu do przejściowego obozu jenieckiego w Koninie. Uciekał na wschodnie rubieże II Rzeczypospolitej w kierunku Rygi, by stamtąd popłynąć do Anglii. Dotarł w okolice Rakowa.

## Konspiracja na kresach II RP
Pod koniec czerwca 1941, pod pseudonimem Stabrawa, rozpoczął konspiracyjną działalność w utworzonym w Rakowie punkcie przerzutowym i schroniskowym ekspozytury Mińsk, który działał w ramach placówki wywiadu Okręgu Nowogródek Armii Krajowej o kryptonimie „NA”. Przewoził przesyłki, kurierów i osoby zagrożone w organizacji podziemnej między Mińskiem i Rakowem oraz stacjami kolejowymi Olechnowicze, Krasne i Mołodeczno.
W grudniu 1943 opuścił ziemię rakowską. Dotarł w okolice miasteczka Stołpce i wstąpił do Polskiego Oddziału Partyzanckiego im. Tadeusza Kościuszki, zwanym na Kresach „Legionami”. Oddział ten należał do struktury organizacyjnej Okręgu Nowogródek Armii Krajowej i wiosną 1944 został przemianowany na Zgrupowanie Stołpecko-Nalibockie Armii Krajowej. W Puszczy Nalibockiej walczył nie tylko z siłami niemieckimi, ale również z oddziałami Rosyjskiej Armii Wyzwoleńczej, Białoruskiej Narodowej Samopomocy, batalionami Białoruskiej Krajowej Obrony oraz z policją białoruską. 29 czerwca 1944 opuścił ze Zgrupowaniem Stołpecko-Nalibockim Puszczę Nalibocką.

## Walki w Puszczy Kampinoskiej

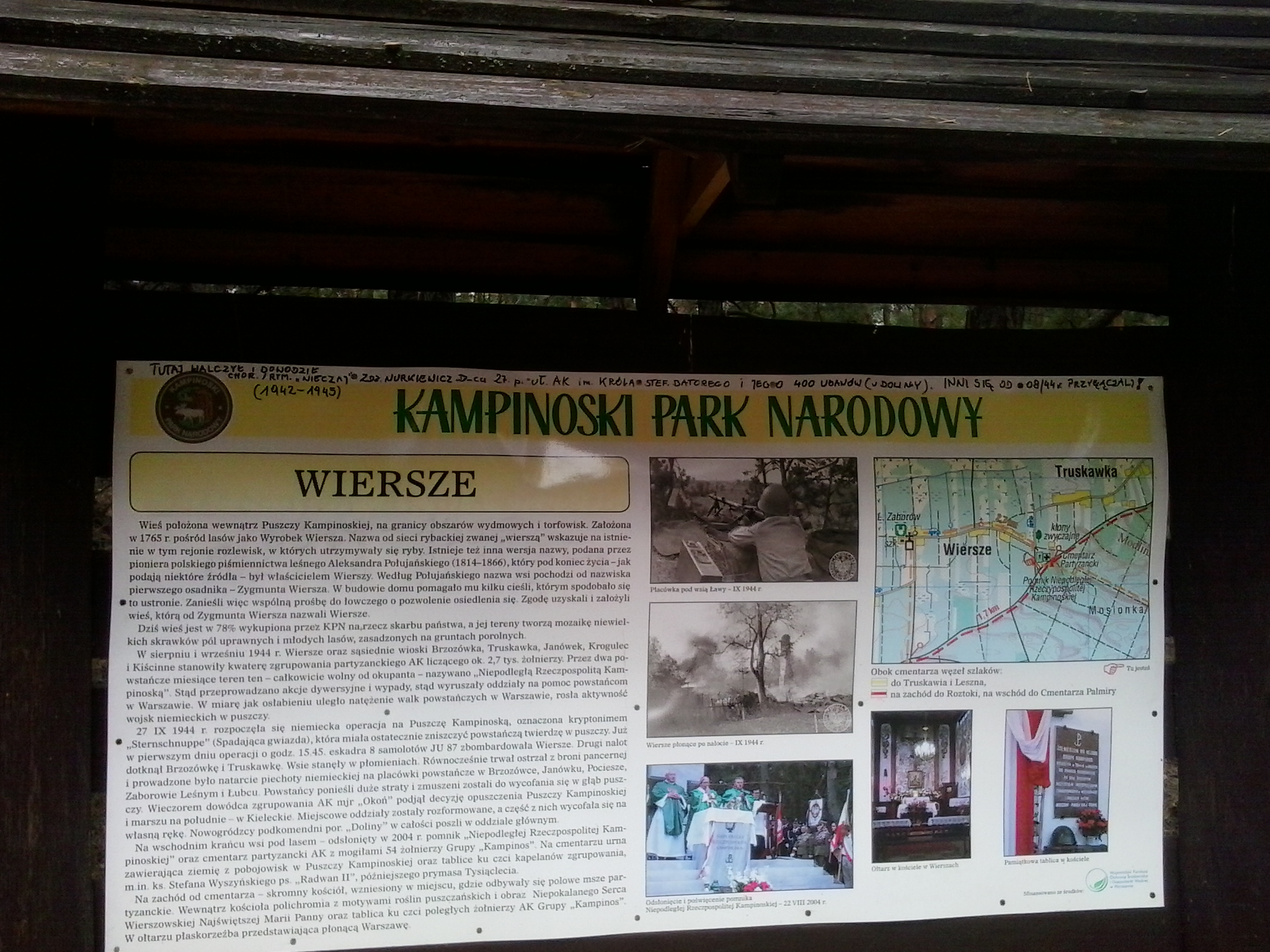
Tablica informacyjna o wsi Wiersze

26 lipca 1944 ze Zgrupowaniem Stołpecko-Nalibockim dotarł do Dziekanowa Polskiego. 1 sierpnia 1944 został żołnierzem VII Obwodu „Obroża” Armii Krajowej. Walczył w Pułku „Palmiry – Młociny”, którego trzon stanowili żołnierze Zgrupowania Stołpecko-Nalibockiego. W Puszczy Kampinoskiej walczył z okupantem hitlerowskim w bitwie pod Aleksandrowem. Kontynuował walkę na terenie działania VII Rejonu „Obroży”, na terenie obecnych powiatów: nowodworskiego i warszawskiego zachodniego.
Zginął 22 sierpnia 1944 od kuli Własowca w obronie szpitala polowego pod wsią Brzozówka. Pochowany został z honorami wojskowymi na cmentarzu powstańczym we wsi Wiersze w Puszczy Kampinoskiej.
Pośmiertnie awansowany został na stopień porucznika i odznaczony Krzyżem Partyzanckim. 18 czerwca 2003 został patronem Szkoły Podstawowej w Dąbrówce Królewskiej k. Grudziądza.